# Filharmonija
Filharmonija (grško: φιλος, prijatelj in αρμονια, harmonija) je ustanova, ki se ukvarja z orkestrskim, posledično pa še z zborovskim izvajanjem simfonične glasbe. Filharmonična društva so se začela pojavljati v začetku 19. stoletja, organizirala so koncerte (»filharmonične koncerte«) in nato še orkestre.

## Nastanek prvih filharmoničnih društev v nekaterih evropskih državah
| Država              | Leto | Naziv ustanove oz. orkestra                                      |
| ------------------- | ---- | ---------------------------------------------------------------- |
| Avstrija            | 1812 | Gesellschaft der Musikfreunde                                    |
| Belgija             | 1927 | Société philharmonique de Bruxelles                              |
| Češka               | 1894 | Česka filharmonie, Praga                                         |
| Danska              | 1921 | Dansk filharmonisk Selskab, København                            |
| Finska              | 1895 | Helsinška filharmonija                                           |
| Francija            | 1850 | Société philharmonique, Pariz                                    |
| Madžarska           | 1853 | Magyar filharmoniai tarsulat, Budimpešta                         |
| Nizozemska          | 1917 | Rotterdamsch Philharmonisch Orkest                               |
| Norveška            | 1919 | Filharmonisk Selskap, Oslo                                       |
| Nemčija             | 1826 | Philharmonische Gesellschaft, Berlin                             |
| Poljska             | 1901 | Filharmonia Warszawska                                           |
| Slovenija           | 1794 | Philharmonische Gesellschaft - Slovenska filharmonija, Ljubljana |
| Španija             | 1914 | Orquesta filharmonica, Madrid                                    |
| Švedska             | 1855 | Filharmoniska sällskapet, Stockholm                              |
| Združeno kraljestvo | 1813 | Royal Philharmonic Society, London                               |